# チェルシー (ディスクジョッキー)
チェルシー（Chelsea）は、福岡県のCROSS FMで2003年春から2005年春にかけてナビゲーターを務めた女性。

## 人物
- CROSS FMでは当初「亀谷 亜佑香（かめたに あゆか）」（本名かどうかは不明）という名前で登場したが、数ヶ月後に「チェルシー」に改名した。
- 同局では同時に登場したルーシーとペアでの仕事が多かった。
- 後述の番組の担当の他、同局の他の番組でもレポーターを担当した。

## 担当した番組
- 「北九州シティーBOX」（2003年4月-2005年3月 毎週月曜日〜金曜日 17:30-17:40）

「CROSS AFTERNOON SHOW RADIO GOO」、「CROSS EVENING SHOW CATEGORY T.T.」内の1コーナー。
ルーシーと交代でレポーターを担当した。
このコーナーは現在も「CATEGORY T.T.」内で続いているが、レポーターは替わっている。
- 「CROSS EARLY MONRNIG SUNDAY」（2003年4月-2004年3月 毎週日曜日 6:00-7:00）

同時期の平日に放送されていた「CROSS EARLY MORNING SHOW」の日曜版。この番組は彼女1人の担当であった。
- 「CROSS TRANSFAR 9」（2004年4月-2005年3月 毎週月曜日〜金曜日 9:00-10:00 の内、木曜日・金曜日を担当）
- 「CROSS TRANSFAR 3」（2004年4月-2005年3月 毎週月曜日〜金曜日 15:00-16:00 の内、水曜日〜金曜日を担当）

この2つの番組でもルーシーとペアでの担当であった。
同番組を2005年4月で降板、それ以後同局での担当番組はない。なお同番組は2006年3月まで放送されたが、彼女の降板後はルーシーが1人で担当するようになった。

## その他エピソードなど
- CROSS FMが開局10周年を迎えた2003年9月1日の特別番組「CROSS FM 10th Anniversary Special Program 古船場まつり」では5:00-7:00の間、ルーシーと2人で生放送を担当した。

| スタブアイコン | サブスタブ | この項目は、まだ閲覧者の調べものの参照としては役立たない、人物に関連した書きかけの項目です。この項目を加筆・訂正などしてくださる協力者を求めています（P:人物伝/PJ:人物伝）。 |